# نايجل كار (لاعب اتحاد الرغبي)
نايجل كار (بالإنجليزية: Nigel Carr)‏ هو لاعب اتحاد الرغبي بريطاني، ولد في 27 يوليو 1959 في بلفاست في المملكة المتحدة.

## وصلات خارجية
- نايجل كار عل موقع إسبنسكروم (الإنجليزية)